# Bhangis
Bhangis (även bhungis) är en kast i Indien. De är en av de lägsta undergrupperna bland daliterna, de oberörbara, och är traditionellt hänvisade till att arbeta som rengöringsarbetare.